# Gunnar Rissler
Gunnar Rissler, född 14 oktober 1914 i Östersund, död 8 november 1999 i Kalmar, var en svensk militär (överste).
Rissler avlade officersexamen 1939. Han blev kapten 1946, major 1953, överstelöjtnant 1959 och överste 1966. Under 1966 var han tillförordnad flottiljchef vid Bråvalla flygflottilj (F 13) och 1966–1970 flottiljchef vid Kalmar flygflottilj (F 12). Rissler blev riddare av Svärdsorden 1953. Han är begraven på Södra kyrkogården i Kalmar.